# Liste der Staatsoberhäupter 2017
Übersicht
◄◄ | ◄ | 2013 | 2014 | 2015 | 2016 | Liste der Staatsoberhäupter 2017 | 2018 | 2019 | 2020 | 2021 | ►

Weitere Ereignisse

## Afrika
- Ägypten
  - Staatsoberhaupt: Präsident Abd al-Fattah as-Sisi (seit 2014)
  - Regierungschef: Ministerpräsident Scherif Ismail (2015–2018)
- Algerien
  - Staatsoberhaupt: Präsident Abd al-Aziz Bouteflika (1999–2019)
  - Regierungschef:
    - Ministerpräsident Abdelmalek Sellal (2012–2014, 2014–25. Mai 2017)
    - Ministerpräsident Abdelmadjid Tebboune (25. Mai 2017–16. August 2017)
    - Ministerpräsident Ahmed Ouyahia (1995–1998, 2003–2006, 2008–2012, 16. August 2017–2019)
- Angola
  - Staats- und Regierungschef:
    - Präsident José Eduardo dos Santos (1979–26. September 2017)
    - Präsident João Lourenço (seit 26. September 2017)
- Äquatorialguinea
  - Staatsoberhaupt: Präsident Teodoro Obiang Nguema Mbasogo (seit 1979) (bis 1982 Vorsitzender des Obersten Militärrats)
  - Regierungschef: Premierminister Francisco Pascual Obama Asue (2016–2023)
- Äthiopien
  - Staatsoberhaupt: Präsident Mulatu Teschome (2013–2018)
  - Regierungschef: Ministerpräsident Hailemariam Desalegn (2012–2018)
- Benin
  - Staats- und Regierungschef: Präsident Patrice Talon (seit 2016)
- Botswana
  - Staats- und Regierungschef: Präsident Ian Khama (2008–2018)
- Burkina Faso
  - Staatsoberhaupt: Präsident Roch Marc Kaboré (2015–2022) (1994–1996 Ministerpräsident)
  - Regierungschef: Ministerpräsident Paul Kaba Thieba (2016–2019)
- Burundi
  - Staats- und Regierungschef: Präsident Pierre Nkurunziza (2005–2020)
- Dschibuti
  - Staatsoberhaupt: Präsident Ismail Omar Guelleh (seit 1999)
  - Regierungschef: Ministerpräsident Abdoulkader Kamil Mohamed (seit 2013)
- Elfenbeinküste
  - Staatsoberhaupt: Präsident Alassane Ouattara (seit 2010) (1990–1993 Ministerpräsident)
  - Regierungschef:
    - Ministerpräsident Daniel Kablan Duncan (1993–1999, 2012–10. Januar 2017)
    - Ministerpräsident Amadou Gon Coulibaly (10. Januar 2017–2020)
- Eritrea
  - Staats- und Regierungschef: Präsident Isayas Afewerki (seit 1993)
- Gabun
  - Staatsoberhaupt: Präsident Ali-Ben Bongo Ondimba (2009–2023)
  - Regierungschef: Ministerpräsident Emmanuel Issoze-Ngondet (2016–2019)
- Gambia
  - Staats- und Regierungschef:
    - Präsident Yahya Jammeh (1994–19. Januar 2017) (bis 1996 Vorsitzender des Provisorischen Regierungsrats der Armee)
    - Präsident Adama Barrow (seit 19. Januar 2017)
- Ghana
  - Staats- und Regierungschef:
    - Präsident John Dramani Mahama (2012–7. Januar 2017, seit 2025)
    - Präsident Nana Akufo-Addo (7. Januar 2017–2025)
- Guinea
  - Staatsoberhaupt: Präsident Alpha Condé (2010–2021)
  - Regierungschef: Ministerpräsident Mamady Youla (2015–2018)
- Guinea-Bissau
  - Staatsoberhaupt: Präsident José Mário Vaz (2014–2020)
  - Regierungschef:  Ministerpräsident Umaro Sissoco Embaló (2016–2018)
- Kamerun
  - Staatsoberhaupt: Präsident Paul Biya (seit 1982)
  - Regierungschef: Ministerpräsident Philémon Yang (2009–2019)
- Kap Verde
  - Staatsoberhaupt: Präsident Jorge Carlos Fonseca (2011–2021)
  - Regierungschef: Premierminister Ulisses Correia e Silva (seit 2016)
- Kenia
  - Staats- und Regierungschef: Präsident Uhuru Kenyatta (2013–2022)
- Komoren
  - Staats- und Regierungschef: Präsident Azali Assoumani (1999–2006, seit 2016)
- Demokratische Republik Kongo (bis 1964 Kongo-Léopoldville, 1964–1971 Demokratische Republik Kongo, 1971–1997 Zaïre)
  - Staatsoberhaupt: Präsident Joseph Kabila (2001–2019)
  - Regierungschef:
    - Ministerpräsident Samy Badibanga (2016–7. April 2017)
    - Ministerpräsident Bruno Tshibala (7. April 2017–2019)
- Republik Kongo (1960–1970 Kongo-Brazzaville; 1970–1992 Volksrepublik Kongo)
  - Staats- und Regierungschef: Präsident Denis Sassou-Nguesso (1979–1992, seit 1997)
  - Regierungschef: Ministerpräsident Clément Mouamba (2016–2021)
- Lesotho
  - Staatsoberhaupt: König Letsie III. (1990–1995, seit 1996)
  - Regierungschef:
    - Ministerpräsident Bethuel Pakalitha Mosisili (1998–2012, 2015–16. Juni 2017)
    - Ministerpräsident Thomas Thabane (2012–2015, 16. Juni 2017–2020)
- Liberia
  - Staats- und Regierungschef: Präsidentin Ellen Johnson Sirleaf (2006–2018)
- Libyen
  - Staatsoberhaupt: Präsident des Abgeordnetenrates Aguila Saleh Issa (2014–2021)
  - Regierungschef: Ministerpräsident Fayiz as-Sarradsch (2016–2021)
- Madagaskar
  - Staatsoberhaupt: Präsident Hery Rajaonarimampianina (2014–2018)
  - Regierungschef: Premierminister Olivier Mahafaly Solonandrasana (2016–2018)
- Malawi
  - Staats- und Regierungschef: Präsident Peter Mutharika (2014–2020)
- Mali
  - Staatsoberhaupt: Präsident Ibrahim Boubacar Keïta (2013–2020)
  - Regierungschef:
    - Premierminister Modibo Keïta (2002, 2015–10. April 2017)
    - Premierminister Abdoulaye Idrissa Maïga (10. April 2017–30. Dezember 2017)
    - Premierminister Soumeylou Boubèye Maïga (30. Dezember 2017–2019)
- Marokko
  - Staatsoberhaupt: König Mohammed VI. (seit 1999)
  - Regierungschef:
    - Ministerpräsident Abdelilah Benkirane (2011–5. April 2017)
    - Ministerpräsident Saadeddine Othmani (5. April 2017–2021)
- Mauretanien
  - Staatsoberhaupt: Präsident Mohamed Ould Abdel Aziz (2008–2009, 2009–2019)
  - Regierungschef: Ministerpräsident Yahya Ould Hademine (2014–2018)
- Mauritius
  - Staatsoberhaupt: Präsidentin Ameenah Gurib (2015–2018)
  - Regierungschef:
    - Premierminister Anerood Jugnauth (1982–1995, 2000–2003, 2014–23. Januar 2017) (2003–2012 Präsident)
    - Premierminister Pravind Jugnauth (23. Januar 2017–2024)
- Mosambik
  - Staatsoberhaupt: Präsident Filipe Nyusi (2015–2025)
  - Regierungschef: Premierminister Carlos Agostinho do Rosário (2015–2022)
- Namibia
  - Staatsoberhaupt: Präsident Hage Geingob (2015–2024) (1990–2002, 2012–2015 Premierminister)
  - Regierungschef: Premierministerin Saara Kuugongelwa-Amadhila (2015–2025)
- Niger
  - Staatsoberhaupt: Präsident Mahamadou Issoufou (2011–2021) (1993–1994 Ministerpräsident)
  - Regierungschef: Premierminister Brigi Rafini (2011–2021)
- Nigeria
  - Staats- und Regierungschef: Präsident Muhammadu Buhari (1983–1985, 2015–2023)
- Ruanda
  - Staatsoberhaupt: Präsident Paul Kagame (seit 2000)
  - Regierungschef:
    - Ministerpräsident Anastase Murekezi (2014–30. August 2017)
    - Ministerpräsident Édouard Ngirente (30. August 2017–2025)
- Sambia
  - Staats- und Regierungschef: Präsident Edgar Lungu (2015–2021)
- São Tomé und Príncipe
  - Staatsoberhaupt: Präsident Evaristo Carvalho (2016–2021)
  - Regierungschef: Premierminister Patrice Trovoada (2008, 2010–2012, 2014–2018, 2022–2025)
- Senegal
  - Staatsoberhaupt: Präsident Macky Sall (2012–2024) (2004–2007 Premierminister)
  - Regierungschef: Premierminister Mahammed Dionne (2014–2019)
- Seychellen
  - Staats- und Regierungschef: Präsident Danny Faure (2016–2020)
- Sierra Leone
  - Staats- und Regierungschef: Präsident Ernest Koroma (2007–2018)
- Simbabwe
  - Staats- und Regierungschef:
    - Präsident Robert Mugabe (1987–21. November 2017) (1980–1987 Ministerpräsident)
    - Präsident Emmerson Mnangagwa (seit 24. November 2017)
- Somalia
  - Staatsoberhaupt:
    - Präsident Hassan Sheikh Mohamud (2012–16. Februar 2017, seit 2022)
    - Präsident Mohamed Abdullahi Mohamed (16. Februar 2017–2022)

  - Regierungschef:
    - Ministerpräsident Omar Abdirashid Ali Sharmarke (2009–2010, 2014–1. März 2017)
    - Ministerpräsident Hassan Ali Khaire (1. März 2017–2020)

  - Somaliland (international nicht anerkannt)
    - Staats- und Regierungschef:
      - Präsident Ahmed Mohammed Mahamoud Silanyo (2010–13. Dezember 2017)
      - Präsident Muse Bihi Abdi (13. Dezember 2017–2024)
- Südafrika
  - Staats- und Regierungschef: Präsident Jacob Zuma (2009–2018)
- Sudan
  - Staatsoberhaupt: Präsident Umar al-Baschir (1989–2019)
  - Regierungschef: Ministerpräsident Bakri Hassan Saleh (2. März 2017–2018) (Amt neu geschaffen)
- Südsudan
  - Staats- und Regierungschef: Präsident Salva Kiir Mayardit (seit 2011)
- Swasiland
  - Staatsoberhaupt: König Mswati III. (seit 1986)
  - Regierungschef: Premierminister Barnabas Sibusiso Dlamini (1996–2003, 2008–2018)
- Tansania
  - Staatsoberhaupt: Präsident John Magufuli (2015–2021)
  - Regierungschef: Premierminister Kassim Majaliwa (seit 2015)
- Togo
  - Staatsoberhaupt: Präsident Faure Gnassingbé (2005, 2005–2025) (seit 2025 Premierminister)
  - Regierungschef: Premierminister Komi Sélom Klassou (2015–2020)
- Tschad
  - Staatsoberhaupt: Präsident Idriss Déby (1990–2021)
  - Regierungschef: Premierminister Albert Pahimi Padacké (2016–2018, 2021–2022)
- Tunesien
  - Staatsoberhaupt: Präsident Beji Caid Essebsi (2014–2019)
  - Regierungschef:  Ministerpräsident Youssef Chahed (2016–2020)
- Uganda
  - Staatsoberhaupt: Präsident Yoweri Museveni (seit 1986)
  - Regierungschef: Ministerpräsident Ruhakana Rugunda (2014–2021)
- Westsahara (umstritten)
  - Staatsoberhaupt: Präsident Brahim Ghali (seit 2016) (im Exil)
  - Regierungschef: Ministerpräsident Abdelkader Taleb Oumar (2003–2018) (im Exil)
- Zentralafrikanische Republik
  - Staatsoberhaupt: Präsident Faustin-Archange Touadéra (seit 2016)
  - Regierungschef: Premierminister Simplice Sarandji (2016–2019)

## Amerika

### Nordamerika
- Kanada
  - Staatsoberhaupt: Königin Elisabeth II. (1952–2022)
    - Generalgouverneur/-in:
      - David Johnston (2010–2. Oktober 2017)
      - Julie Payette (2. Oktober 2017–2021)

  - Regierungschef: Premierminister Justin Trudeau (2015–2025)
- Mexiko
  - Staats- und Regierungschef: Präsident Enrique Peña Nieto (2012–2018)
- Vereinigte Staaten von Amerika
  - Staats- und Regierungschef:
    - Präsident Barack Obama (2009–20. Januar 2017)
    - Präsident Donald Trump (20. Januar 2017–2021, seit 2025)

### Mittelamerika
- Antigua und Barbuda
  - Staatsoberhaupt: Königin Elisabeth II. (1981–2022)
    - Generalgouverneur: Rodney Williams (seit 2014)

  - Regierungschef: Premierminister Gaston Browne (seit 2014)
- Bahamas
  - Staatsoberhaupt: Königin Elisabeth II. (1973–2022)
    - Generalgouverneurin: Marguerite Pindling (2014–2019)

  - Regierungschef:
    - Premierminister Perry Christie (2002–2007, 2012–11. Mai 2017)
    - Premierminister Hubert Minnis (11. Mai 2017–2021)
- Barbados
  - Staatsoberhaupt: Königin Elisabeth II. (1966–2021)
    - Generalgouverneur:
      - Elliot Belgrave (2011–2012, 2012–30. Juni 2017)
      - Philip Greaves (1. Juli 2017–8. Januar 2018) (kommissarisch)

  - Regierungschef: Premierminister Freundel Stuart (2010–2018)
- Belize
  - Staatsoberhaupt: Königin Elisabeth II. (1981–2022)
    - Generalgouverneur: Colville Young (1993–2020)

  - Regierungschef: Premierminister Dean Barrow (2008–2020)
- Costa Rica
  - Staats- und Regierungschef: Präsident Luis Guillermo Solís (2014–2018)
- Dominica
  - Staatsoberhaupt: Präsident Charles Savarin (2013–2023)
  - Regierungschef: Premierminister Roosevelt Skerrit (seit 2004)
- Dominikanische Republik
  - Staats- und Regierungschef: Präsident Danilo Medina (2012–2020)
- El Salvador
  - Staats- und Regierungschef: Präsident Salvador Sánchez Cerén (2014–2019)
- Grenada
  - Staatsoberhaupt: Königin Elisabeth II. (1974–2022)
    - Generalgouverneurin: Cécile La Grenade (seit 2013)

  - Regierungschef: Premierminister Keith Mitchell (1995–2008, 2013–2022)
- Guatemala
  - Staats- und Regierungschef: Präsident Jimmy Morales (2016–2020)
- Haiti
  - Staatsoberhaupt:
    - Präsident Jocelerme Privert (2016–7. Februar 2017) (kommissarisch)
    - Präsident Jovenel Moïse (7. Februar 2017–2021)

  - Regierungschef:
    - Ministerpräsident Enex Jean-Charles (2016–21. März 2017)
    - Ministerpräsident Jack Guy Lafontant (21. März 2017–2018)
- Honduras
  - Staats- und Regierungschef: Präsident Juan Orlando Hernández (2014–2022)
- Jamaika
  - Staatsoberhaupt: Königin Elisabeth II. (1962–2022)
    - Generalgouverneur: Patrick Allen (seit 2009)

  - Regierungschef: Ministerpräsident Andrew Holness (seit 2016)
- Kuba
  - Staatsoberhaupt und Regierungschef: Präsident des Staatsrats und des Ministerrats Raúl Castro (2006–2018) (bis 2008 kommissarisch)
- Nicaragua
  - Staats- und Regierungschef: Präsident Daniel Ortega (1985–1990, seit 2007) (1979–1985 Mitglied der Regierungsjunta des nationalen Wiederaufbaus)
- Panama
  - Staats- und Regierungschef: Präsident Juan Carlos Varela (2014–2019)
- St. Kitts und Nevis
  - Staatsoberhaupt: Königin Elisabeth II. (1983–2022)
    - Generalgouverneur: Samuel Weymouth Tapley Seaton (2015–2023)

  - Regierungschef: Ministerpräsident Timothy Harris (2015–2022)
- St. Lucia
  - Staatsoberhaupt: Königin Elisabeth II. (1979–2022)
    - Generalgouverneurin: Pearlette Louisy (1997–31. Dezember 2017)

  - Regierungschef: Ministerpräsident Allen Chastanet (2016–2021)
- St. Vincent und die Grenadinen
  - Staatsoberhaupt: Königin Elisabeth II. (1979–2022)
    - Generalgouverneur: Frederick Ballantyne (2002–2019)

  - Regierungschef: Ministerpräsident Ralph Gonsalves (seit 2001)
- Trinidad und Tobago
  - Staatsoberhaupt: Präsident Anthony Carmona (2013–2018)
  - Regierungschef: Premierminister Keith Rowley (2015–2025)

### Südamerika
- Argentinien
  - Staats- und Regierungschef: Präsident Mauricio Macri (2015–2019)
- Bolivien
  - Staats- und Regierungschef: Präsident Evo Morales (2006–2019)
- Brasilien
  - Staats- und Regierungschef: Präsident Michel Temer (2016–2018)
- Chile
  - Staats- und Regierungschef: Präsidentin Michelle Bachelet (2006–2010, 2014–2018)
- Ecuador
  - Staats- und Regierungschef:
    - Präsident Rafael Correa (2007–24. Mai 2017)
    - Präsident Lenín Moreno (24. Mai 2017–2021)
- Guyana
  - Staatsoberhaupt: Präsident David Arthur Granger (2015–2020)
  - Regierungschef: Ministerpräsident Moses Nagamootoo (2015–2020)
- Kolumbien
  - Staats- und Regierungschef: Präsident Juan Manuel Santos (2010–2018)
- Paraguay
  - Staats- und Regierungschef: Präsident Horacio Cartes (2013–2018)
- Peru
  - Staatsoberhaupt: Präsident Pedro Pablo Kuczynski (2016–2018)
  - Regierungschef:
    - Ministerpräsident Fernando Zavala Lombardi (2016–15. September 2017)
    - Ministerpräsidentin Mercedes Aráoz (17. September 2017–2018)
- Suriname
  - Staats- und Regierungschef: Präsident Dési Bouterse (1980, 1982, 2010–2020)
  - Regierungschef: Vizepräsident Ashwin Adhin (2015–2020)
- Uruguay
  - Staats- und Regierungschef: Präsident Tabaré Vázquez (2005–2010, 2015–2020)
- Venezuela
  - Staats- und Regierungschef: Präsident Nicolás Maduro (seit 2013)

## Asien

### Ost-, Süd- und Südostasien
- Bangladesch
  - Staatsoberhaupt: Präsident Abdul Hamid (2013–2023)
  - Regierungschef: Premierministerin Hasina Wajed (1996–2001, 2009–2024)
- Bhutan
  - Staatsoberhaupt: König Jigme Khesar Namgyel Wangchuck (seit 2006)
  - Regierungschef: Ministerpräsident Tshering Tobgay (2013–2018, seit 2024)
- Brunei
  - Staats- und Regierungschef: Sultan Hassanal Bolkiah (seit 1967)
- Republik China (Taiwan)
  - Staatsoberhaupt: Präsidentin Tsai Ing-wen (2016–2024)
  - Regierungschef:
    - Ministerpräsident Lin Chuan (2016–8. September 2017)
    - Ministerpräsident Lai Ching-te (8. September 2017–2019) (seit 2024 Präsident)
- Volksrepublik China
  - Staatsoberhaupt: Präsident Xi Jinping (seit 2013)
  - Regierungschef: Ministerpräsident Li Keqiang (2013–2023)
- Indien
  - Staatsoberhaupt:
    - Präsident Pranab Mukherjee (2012–25. Juli 2017)
    - Präsident Ram Nath Kovind (25. Juli 2017–2022)

  - Regierungschef: Premierminister Narendra Modi (seit 2014)
- Indonesien
  - Staatsoberhaupt und Regierungschef: Präsident Joko Widodo (2014–2024)
- Japan
  - Staatsoberhaupt: Kaiser Akihito (1989–2019)
  - Regierungschef: Premierminister Shinzō Abe (2006–2007, 2012–2020)
- Kambodscha
  - Staatsoberhaupt: König Norodom Sihamoni (seit 2004)
  - Regierungschef: Premierminister Hun Sen (1985–2023)
- Nordkorea
  - De-facto-Herrscher: Kim Jong-un (seit 2012)
  - Staatsoberhaupt: Vorsitzender des Präsidiums der Obersten Volksversammlung: Kim Yŏng-nam (1998–2019)
  - Regierungschef: Ministerpräsident Pak Pong-ju (2003–2007, 2013–2019)
- Südkorea
  - Staatsoberhaupt:
    - Präsidentin Park Geun-hye (2013–2017) (9. Dezember 2016, vom Parlament suspendiert, 10. März 2017 des Amtes enthoben)
    - Ministerpräsident Hwang Kyo-ahn (9. Dezember 2016–10. Mai 2017) (kommissarisch)
    - Präsident Moon Jae-in (10. Mai 2017–2022)

  - Regierungschef:
    - Ministerpräsident Hwang Kyo-ahn (2015–11. Mai 2017)
    - Ministerpräsident Yoo Il-ho (11. Mai 2017–31. Mai 2017) (kommissarisch)
    - Ministerpräsident Lee Nak-yeon (31. Mai 2017–2020)
- Laos
  - Staatsoberhaupt: Präsident Boungnang Vorachith (2016–2021)
  - Regierungschef: Ministerpräsident Thongloun Sisoulith (2016–2021) (seit 2021 Präsident)
- Malaysia
  - Staatsoberhaupt: Oberster Herrscher Muhammad V. (2016–2019)
  - Regierungschef: Ministerpräsident Najib Razak (2009–2018)
- Malediven
  - Staats- und Regierungschef: Präsident Abdulla Yameen (2013–2018)
- Myanmar
  - Staatsoberhaupt: Präsident Htin Kyaw (2016–2018)
  - Regierungschef: Staatsberaterin Aung San Suu Kyi (2016–2021)
- Nepal
  - Staatsoberhaupt: Präsidentin Bidhya Devi Bhandari (2015–2023)
  - Regierungschef:
    - Premierminister Pushpa Kamal Dahal (2008–2009, 2016–7. Juni 2017, 2022–2024)
    - Premierminister Sher Bahadur Deuba (1995–1997, 2001–2002, 2004–2005, 7. Juni 2017–2018, 2021–2022)
- Osttimor
  - Staatsoberhaupt:
    - Präsident Taur Matan Ruak (2012–20. Mai 2017) (2018–2023 Premierminister)
    - Präsident Francisco Guterres (20. Mai 2017–2022)

  - Regierungschef:
    - Premierminister Rui Maria de Araújo (2015–15. September 2017)
    - Premierminister Marí Bin Amude Alkatiri (2002–2006, 15. September 2017–2018)
- Pakistan
  - Staatsoberhaupt: Präsident Mamnoon Hussain (2013–2018)
  - Regierungschef:
    - Ministerpräsident Nawaz Sharif (1990–1993, 1993, 1997–1999, 2013–28. Juli 2017)
    - Ministerpräsident Shahid Khaqan Abbasi (1. August 2017–2018)
- Philippinen
  - Staats- und Regierungschef: Präsident Rodrigo Duterte (2016–2022)
- Singapur
  - Staatsoberhaupt:
    - Präsident Tony Tan Keng Yam (2011–1. September 2017)
    - Präsident J. Y. Pillay (1. September 2017–14. September 2017) (kommissarisch)
    - Präsidentin Halimah Yacob (1. September 2017–2023)

  - Regierungschef: Premierminister Lee Hsien Loong (2004–2024)
- Sri Lanka
  - Staatsoberhaupt: Präsident Maithripala Sirisena (2015–2019)
  - Regierungschef: Premierminister Ranil Wickremesinghe (1993–1994, 2001–2004, 2015–2018, 2018–2019, 2022) (2022–2024 Präsident)
- Thailand
  - Staatsoberhaupt: König Maha Vajiralongkorn (seit 2016)
  - Regierungschef: Ministerpräsident Prayut Chan-o-cha (2014–2022, 2022–2023)
- Vietnam
  - Staatsoberhaupt: Präsident Trần Đại Quang (2016–2018)
  - Regierungschef: Premierminister Nguyễn Xuân Phúc (2016–2021) (2021–2023 Präsident)

### Vorderasien
- Armenien
  - Staatsoberhaupt: Präsident Sersch Sargsjan (2008–2018) (2007–2008 und 2018 Ministerpräsident)
  - Regierungschef: Ministerpräsident Karen Karapetjan (2016–2018)
- Aserbaidschan
  - Staatsoberhaupt: Präsident İlham Əliyev (seit 2003)
  - Regierungschef: Ministerpräsident Artur Rasizadə (1996–2003, 2003–2018)
  - Arzach (bis 10. März 2017 Bergkarabach) (international nicht anerkannt)
    - Staatsoberhaupt: Präsident Bako Sahakjan (seit 2007)
    - Regierungschef: Ministerpräsident Arajik Harutjunjan (seit 2007)
- Bahrain
  - Staatsoberhaupt: König Hamad bin Isa Al Chalifa (seit 1999) (bis 2002 Emir)
  - Regierungschef: Ministerpräsident Chalifa bin Salman Al Chalifa (1971–2020)
- Georgien
  - Staatsoberhaupt: Präsident Giorgi Margwelaschwili (2013–2018)
  - Regierungschef: Ministerpräsident Giorgi Kwirikaschwili (2015–2018)
  - Abchasien (international nicht anerkannt)
    - Staatsoberhaupt: Präsident Raul Chadschimba (2014–2020)
    - Regierungschef: Ministerpräsident Beslan Bartsits (2016–2018)

  - Südossetien (international nicht anerkannt)
    - Staatsoberhaupt:
      - Präsident Leonid Tibilow (2012–21. April 2017)
      - Präsident Anatoli Bibilow (21. April 2017–2022)

    - Regierungschef:
      - Ministerpräsident Domenti Kulumbegow (2014–16. Mai 2017)
      - Ministerpräsident Erik Puchajew (16. Mai 2017–2020)
- Irak
  - Staatsoberhaupt: Präsident Fuad Masum (2014–2018)
  - Regierungschef: Ministerpräsident Haider al-Abadi (2014–2018)
- Iran
  - Religiöses Oberhaupt: Oberster Rechtsgelehrter Ali Chamene’i (seit 1989) (1981–1989 Ministerpräsident)
  - Regierungschef: Präsident Hassan Rohani (2013–2021)
- Israel
  - Staatsoberhaupt: Präsident Reuven Rivlin (2014–2021)
  - Regierungschef: Ministerpräsident Benjamin Netanjahu (1996–1999, 2009–2021, seit 2022)
- Jemen
  - Staatsoberhaupt: Präsident Abed Rabbo Mansur Hadi (2012–2022)
  - Regierungschef: Ministerpräsident Ahmed Obeid bin Daghr (2016–2018)
- Jordanien
  - Staatsoberhaupt: König Abdullah II. (seit 1999)
  - Regierungschef: Ministerpräsident Hani al-Mulki (2016–2018)
- Katar
  - Staatsoberhaupt: Emir Tamim bin Hamad Al Thani (seit 2013)
  - Regierungschef: Ministerpräsident Abdullah ibn Nasser ibn Chalifa Al Thani (2013–2020)
- Kuwait
  - Staatsoberhaupt: Emir Sabah al-Ahmad al-Dschabir as-Sabah (2006–2020) (2003–2006 Ministerpräsident)
  - Regierungschef: Ministerpräsident Dschabir Mubarak al-Hamad as-Sabah (2011–2019)
- Libanon
  - Staatsoberhaupt: Präsident Michel Aoun (2016–2022)
  - Regierungschef: Ministerpräsident Saad Hariri (2009–2011, 2016–2020)
- Oman
  - Staats- und Regierungschef: Sultan Qabus ibn Said (1970–2020)
- Palästinensische Autonomiegebiete
  - Staatsoberhaupt: Präsident Mahmud Abbas (seit 2005) (2003 Ministerpräsident)
  - Regierungschef: Ministerpräsident Rami Hamdallah (2013–2019) (regierte de facto nur in Westjordanland)
- Saudi-Arabien
  - Staats- und Regierungschef: König Salman ibn Abd al-Aziz (seit 2015)
- Syrien
  - Staatsoberhaupt: Präsident Baschar al-Assad (2000–2024)
  - Regierungschef: Ministerpräsident Emad Chamis (2016–2020)
- Türkei
  - Staatsoberhaupt: Präsident Recep Tayyip Erdoğan (seit 2014) (2003–2014 Ministerpräsident)
  - Regierungschef: Ministerpräsident Binali Yıldırım (seit 2016)
- Vereinigte Arabische Emirate
  - Staatsoberhaupt: Präsident Chalifa bin Zayid Al Nahyan (2004–2022) (2004–2022 Emir von Abu Dhabi)
  - Regierungschef: Ministerpräsident Muhammad bin Raschid Al Maktum (seit 2006) (seit 2006 Emir von Dubai)

### Zentralasien
- Afghanistan
  - Staatsoberhaupt: Präsident Aschraf Ghani (2014–2021)
  - Regierungschef: Geschäftsführer Abdullah Abdullah (2014–2020)
- Kasachstan
  - Staatsoberhaupt: Präsident Nursultan Nasarbajew (1991–2019)
  - Regierungschef: Ministerpräsident Baqytschan Saghyntajew (2016–2019)
- Kirgisistan
  - Staatsoberhaupt:
    - Präsident Almasbek Atambajew (2011–24. November 2017) (2007, 2010–2011 Ministerpräsident)
    - Präsident Sooronbai Dscheenbekow (24. November 2017–2020) (2016–2017 Ministerpräsident)

  - Regierungschef:
    - Ministerpräsident Sooronbai Dscheenbekow (2016–22. August 2017) (2017–2020 Präsident)
    - Ministerpräsident Muchammetkalyj Abulgasijew (22. August 2017–26. August 2017) (kommissarisch)
    - Ministerpräsident Sapar Isakow (26. August 2017–2018)
- Mongolei
  - Staatsoberhaupt:
    - Präsident Tsachiagiin Elbegdordsch (2009–10. Juli 2017) (1998, 2004–2006 Premierminister)
    - Präsident Chaltmaagiin Battulga (10. Juli 2017–2021)

  - Regierungschef:
    - Premierminister Dschargaltulgyn Erdenebat (2016–4. Oktober 2017)
    - Premierminister Uchnaagiin Chürelsüch (4. Oktober 2017–2021) (seit 2021 Präsident)
- Tadschikistan
  - Staatsoberhaupt: Präsident Emomalij Rahmon (seit 1992)
  - Regierungschef: Ministerpräsident Qochir Rasulsoda (seit 2013)
- Turkmenistan
  - Staats- und Regierungschef: Präsident Gurbanguly Berdimuhamedow (2006–2022) (2006–2007 kommissarisch)
- Usbekistan
  - Staatsoberhaupt: Präsident Shavkat Mirziyoyev (seit 2016) (2003–2016 Ministerpräsident)
  - Regierungschef: Ministerpräsident Abdulla Aripov (seit 2016)

## Australien und Ozeanien
- Australien
  - Staatsoberhaupt: Königin Elisabeth II. (1952–2022)
    - Generalgouverneur: Peter Cosgrove (2014–2019)

  - Regierungschef: Premierminister Malcolm Turnbull (2015–2018)
- Cookinseln (unabhängiger Staat in freier Assoziierung mit Neuseeland)
  - Staatsoberhaupt: Königin Elisabeth II. (1965–2022)
    - Queen’s Representative: Tom Marsters (seit 2013)

  - Regierungschef: Premierminister Henry Puna (2010–2020)
- Fidschi
  - Staatsoberhaupt: Präsident George Konrote (2015–2021)
  - Regierungschef: Premierminister Frank Bainimarama (2007–2022) (2000, 2006–2007 Staatsoberhaupt)
- Kiribati
  - Staats- und Regierungschef: Präsident Taneti Mamau (seit 2016)
- Marshallinseln
  - Staats- und Regierungschef: Präsidentin Hilda Heine (2016–2020, seit 2024)
- Mikronesien
  - Staats- und Regierungschef: Präsident Peter Christian (2015–2019)
- Nauru
  - Staats- und Regierungschef: Präsident Baron Waqa (2013–2019)
- Neuseeland
  - Staatsoberhaupt: Königin Elisabeth II. (1952–2022)
    - Generalgouverneurin: Patsy Reddy (2016–2021)

  - Regierungschef:
    - Premierminister Bill English (2016–26. Oktober 2017)
    - Premierministerin Jacinda Ardern (26. Oktober 2017–2023)
- Niue (unabhängiger Staat in freier Assoziierung mit Neuseeland)
  - Staatsoberhaupt: Königin Elisabeth II. (1974–2022)
    - Queen’s Representative: Generalgouverneur von Neuseeland

  - Regierungschef: Premierminister Toke Talagi (2008–2020)
- Palau
  - Staats- und Regierungschef: Präsident Tommy Remengesau (2001–2009, 2013–2021)
- Papua-Neuguinea
  - Staatsoberhaupt: Königin Elisabeth II. (1975–2022)
    - Generalgouverneur:
      - Michael Ogio (2010–18. Februar 2017)
      - Theodore Zibang Zurenuoc (18. Februar 2017–28. Februar 2017) (kommissarisch)
      - Bob Dadae (seit 28. Februar 2017)

  - Regierungschef: Premierminister Peter O’Neill (2011–2019)
- Salomonen
  - Staatsoberhaupt: Königin Elisabeth II. (1978–2022)
    - Generalgouverneur: Frank Kabui (2009–2019)

  - Regierungschef:
    - Premierminister Manasseh Sogavare (2000–2001, 2006–2007, 2014–15. November 2017, 2019–2024)
    - Premierminister Rick Houenipwela (15. November 2017–2019)
- Samoa
  - Staatsoberhaupt:
    - O le Ao o le Malo Tupuola Taisi Tufuga Efi (2007–21. Juli 2017) (1976–1982 Ministerpräsident)
    - O le Ao o le Malo Vaʻaletoa Sualauvi II. (seit 21. Juli 2017)

  - Regierungschef: Premierminister Sailele Tuilaʻepa Malielegaoi (1998–2021)
- Tonga
  - Staatsoberhaupt: König Tupou VI. (seit 2012) (2000–2006 Premierminister)
  - Regierungschef: Premierminister ʻAkilisi Pohiva (2014–2019)
- Tuvalu
  - Staatsoberhaupt: Königin Elisabeth II. (1978–2022)
    - Generalgouverneur: Iakoba Italeli (2010–2019)

  - Regierungschef: Premierminister Enele Sopoaga (2013–2019)
- Vanuatu
  - Staatsoberhaupt:
    - Präsident Baldwin Lonsdale (2014–17. Juni 2017)
    - Präsident Esmon Saimon (17. Juni 2017–6. Juli 2017) (kommissarisch)
    - Präsident Tallis Obed Moses (6. Juli 2017–2022)

  - Regierungschef: Premierminister Charlot Salwai (2016–2020, 2023–2025)

## Europa
- Albanien
  - Staatsoberhaupt:
    - Präsident Bujar Nishani (2012– 24. Juli 2017)
    - Präsident Ilir Meta (24. Juli 2017–2022)

  - Regierungschef: Ministerpräsident Edi Rama (seit 2013)
- Andorra
  - Kofürsten:
    - Staatspräsident von Frankreich François Hollande (2012–14. Mai 2017)
    - Staatspräsident von Frankreich Emmanuel Macron (seit 14. Mai 2017)
      - Persönlicher Repräsentant:
        - Jean-Pierre Hugues (2016–14. Mai 2017)
        - Patrick Strzoda (14. Mai 2017–2024)

    - Bischof von Urgell Joan Enric Vives i Sicília (2003–2025)
      - Persönlicher Repräsentant: Josep Maria Mauri (2010–2023)

  - Regierungschef: Regierungspräsident Antoni Martí Petit (2011–2015, 2015–2019)
- Belgien
  - Staatsoberhaupt: König Philippe (seit 2013)
  - Regierungschef: Ministerpräsident Charles Michel (2014–2019)
- Bosnien und Herzegowina
  - Hoher Repräsentant für Bosnien und Herzegowina: Valentin Inzko (2009–2021)
  - Staatsoberhaupt:
    - Vorsitzender des Staatspräsidiums Mladen Ivanić (2014–2015, 2016–17. Juli 2017)
    - Vorsitzender des Staatspräsidiums Dragan Čović (2003, 2003–2004, 2015–2016 17. Juli 2017–2018)

  - Staatspräsidium:
    - Bosniaken: Bakir Izetbegović (2010–2018)
    - Kroaten: Dragan Čović (2002–2005, 2014–2018)
    - Serben: Mladen Ivanić (2014–2018)

  - Regierungschef: Ministerpräsident Denis Zvizdić (2015–2019)
- Bulgarien
  - Staatsoberhaupt:
    - Präsident Rossen Plewneliew (2012–22. Januar 2017)
    - Präsident Rumen Radew (seit 22. Januar 2017)

  - Regierungschef:
    - Ministerpräsident Bojko Borissow (2009–2013, 2014–22. Januar 2017, seit 2017)
    - Ministerpräsident Ognyan Gerdzhikov (24. Januar 2017–4. Mai 2017) (kommissarisch)
    - Ministerpräsident Bojko Borissow (2009–2013, 2014–2017, 4. Mai 2017–2021)
- Dänemark
  - Staatsoberhaupt: Königin Margrethe II.  (1972–2024)
  - Regierungschef: Ministerpräsident Lars Løkke Rasmussen (2009–2011, 2015–2019)
  - Färöer (politisch selbstverwalteter und autonomer Bestandteil des Königreichs Dänemark)
    - Vertreter der dänischen Regierung: Reichsombudmann
      - Dan Michael Knudsen (2008–9. Mai 2017)
      - Lene Moyell Johansen (15. Mai 2017–2019)

    - Regierungschef: Ministerpräsident Aksel V. Johannesen (2015–2019, seit 2022)

  - Grönland (politisch selbstverwalteter und autonomer Bestandteil des Königreichs Dänemark)
    - Vertreter der dänischen Regierung: Reichsombudsfrau Mikaela Engell (2011–2022)
    - Regierungschef: Ministerpräsident Kim Kielsen (2014–2021)
- Deutschland
  - Staatsoberhaupt:
    - Bundespräsident Joachim Gauck (2012–18. März 2017)
    - Bundespräsident Frank-Walter Steinmeier (seit 19. März 2017)

  - Regierungschef: Bundeskanzlerin Angela Merkel (2005–2021)
- Estland
  - Staatsoberhaupt: Präsidentin Kersti Kaljulaid (2016–2021)
  - Regierungschef: Ministerpräsident Jüri Ratas (2016–2021)
- Finnland
  - Staatsoberhaupt: Präsident Sauli Niinistö (2012–2024)
  - Regierungschef: Ministerpräsident Juha Sipilä (2015–2019)
- Frankreich
  - Staatsoberhaupt:
    - Präsident François Hollande (2012–14. Mai 2017)
    - Präsident Emmanuel Macron (seit 14. Mai 2017)

  - Regierungschef:
    - Premierminister Bernard Cazeneuve (2016–15. Mai 2017)
    - Premierminister Édouard Philippe (15. Mai 2017–2020)
- Griechenland
  - Staatsoberhaupt: Präsident Prokopis Pavlopoulos (2015–2020)
  - Regierungschef: Ministerpräsident Alexis Tsipras (2015, 2015–2019)
- Irland
  - Staatsoberhaupt: Präsident Michael D. Higgins (seit 2011)
  - Regierungschef:
    - Taoiseach Enda Kenny (2011–14. Juni 2017)
    - Taoiseach Leo Varadkar (14. Juni 2017–2020, 2022–2024)
- Island
  - Staatsoberhaupt: Präsident Guðni Th. Jóhannesson (2016–2024)
  - Regierungschef:
    - Premierminister Sigurður Ingi Jóhannsson (2016–11. Januar 2017)
    - Premierminister Bjarni Benediktsson (11. Januar 2017–30. November 2017, 2024)
    - Premierministerin Katrín Jakobsdóttir (30. November 2017–2024)
- Italien
  - Staatsoberhaupt: Präsident Sergio Mattarella (seit 2015)
  - Regierungschef: Ministerpräsident Paolo Gentiloni (2016–2018)
- Kanalinseln[1]
  - Guernsey
    - Staatsoberhaupt: Herzogin Elisabeth II. (1952–2022)
      - Vizegouverneur: Ian Corder (2016–2022)

    - Regierungschef: Präsident des Resources and Policy Committee Gavin St Pier (2016–2020)

  - Jersey
    - Staatsoberhaupt: Herzogin Elisabeth II. (1952–2022)
      - Vizegouverneur: William Bailhache (2016–13. März 2017) (kommissarisch)
      - Vizegouverneur: Stephen Dalton (13. März 2017–2022)

    - Regierungschef: Chief Minister Ian Gorst (2011–2018)
- Kosovo (seit 2008 unabhängig, international nicht anerkannt)
  - Staatsoberhaupt: Präsident Hashim Thaçi (2016–2020)
  - Regierungschef:
    - Ministerpräsident Isa Mustafa (2014–9. September 2017)
    - Ministerpräsident Ramush Haradinaj (9. September 2017–2020)
- Kroatien
  - Staatsoberhaupt: Präsidentin Kolinda Grabar-Kitarović (2015–2020)
  - Regierungschef: Ministerpräsident Andrej Plenković (seit 2016)
- Lettland
  - Staatsoberhaupt: Präsident Raimonds Vējonis (2015–2019)
  - Regierungschef: Ministerpräsident Māris Kučinskis (2016–2019)
- Liechtenstein
  - Staatsoberhaupt: Fürst Hans-Adam II. (seit 1989)
    - Regent: Erbprinz Alois (seit 2004)

  - Regierungschef: Adrian Hasler (2013–2021)
- Litauen
  - Staatsoberhaupt: Präsidentin Dalia Grybauskaitė (2009–2019)
  - Regierungschef: Ministerpräsident Saulius Skvernelis (2016–2020)
- Luxemburg
  - Staatsoberhaupt: Großherzog Henri (seit 2000) (1998–2000 Regent)
  - Regierungschef: Premierminister Xavier Bettel (2013–2023)
- Malta
  - Staatsoberhaupt: Präsidentin Marie Louise Coleiro Preca (2014–2019)
  - Regierungschef: Premierminister Joseph Muscat (2013–2020)
- Isle of Man[1]
  - Staatsoberhaupt: Lord of Mann Elisabeth II. (1952–2022)
    - Vizegouverneur: Richard Gozney (2016–2021)

  - Regierungschef: Premierminister Howard Quayle (2016–2021)
- Mazedonien
  - Staatsoberhaupt: Präsident Gjorge Ivanov (2009–2019)
  - Regierungschef:
    - Ministerpräsident Emil Dimitriev (2016–31. Mai 2017) (kommissarisch)
    - Ministerpräsident Zoran Zaev (31. Mai 2017–2020, 2020–2022)
- Moldau
  - Staatsoberhaupt: Präsident Igor Dodon (2016–2020)
  - Regierungschef: Ministerpräsident Pavel Filip (2016–2019)
  - Transnistrien (international nicht anerkannt)
    - Staatsoberhaupt: Präsident Wadim Krasnoselski (seit 2016)
    - Regierungschef: Ministerpräsident Alexander Martynow (2016–2022)
- Monaco
  - Staatsoberhaupt: Fürst: Albert II. (seit 2005)
  - Regierungschef: Staatsminister Serge Telle (2016–2020)
- Montenegro
  - Staatsoberhaupt: Präsident Filip Vujanović (2002–2003, 2003–2018) (1998–2003 Ministerpräsident)
  - Regierungschef:  Ministerpräsident Duško Marković (2016–2020)
- Niederlande
  - Staatsoberhaupt: König Willem-Alexander (seit 2013)
  - Regierungschef: Ministerpräsident Mark Rutte (2010–2024)
  - Curaçao (Land des Königreichs der Niederlande)
    - Vertreter der niederländischen Regierung: Gouverneurin Lucille George-Wout (seit 2013)
    - Regierungschef: 
      - Ministerpräsident Hensley Koeiman (2016–24. März 2017)
      - Ministerpräsident Gilmar Pisas (24. März 2017–29. Mai 2017, seit 2021)
      - Ministerpräsident Eugene Rhuggenaath (29. Mai 2017–2021)

  - Sint Maarten (Land des Königreich der Niederlande)
    - Vertreter der niederländischen Regierung: Gouverneur Eugene Holiday (2010–2022)
    - Regierungschef: Ministerpräsident William Marlin (2015–2017)

  - Aruba (Land des Königreich der Niederlande)
    - Vertreter der niederländischen Regierung: Gouverneur Alfonso Boekhoudt (seit 1. Januar 2017)
    - Regierungschef:
      - Ministerpräsident Mike Eman (2009–17. November 2017)
      - Ministerpräsidentin Evelyn Wever-Croes (seit 17. November 2017)
- Norwegen
  - Staatsoberhaupt: König Harald V. (seit 1991)
  - Regierungschef: Ministerpräsidentin Erna Solberg (2013–2021)
- Österreich
  - Staatsoberhaupt:
    - Präsidium des Nationalrats Doris Bures, Karlheinz Kopf, Norbert Hofer (2016–26. Januar 2017),  (kommissarisch)
    - Bundespräsident Alexander Van der Bellen (seit 26. Januar 2017)

  - Regierungschef:
    - Bundeskanzler Christian Kern (2016–18. Dezember 2017)
    - Bundeskanzler Sebastian Kurz (18. Dezember 2017–2019, 2020–2021)
- Polen
  - Staatsoberhaupt: Präsident Andrzej Duda (2015–2025)
  - Regierungschef:
    - Ministerpräsidentin Beata Szydło (2015–11. Dezember 2017)
    - Ministerpräsident: Mateusz Morawiecki (11. Dezember 2017–2023)
- Portugal
  - Staatsoberhaupt: Präsident Marcelo Rebelo de Sousa (seit 2016)
  - Regierungschef: Ministerpräsident António Costa (2015–2024)
- Rumänien
  - Staatsoberhaupt: Präsident Klaus Johannis (2014–2025)
  - Regierungschef:
    - Ministerpräsident Dacian Cioloș (2015–4. Januar 2017)
    - Ministerpräsident: Sorin Grindeanu (4. Januar 2017–21. Juni 2017)
    - Ministerpräsident: Mihai Tudose (29. Juni 2017–2018)
- Russland
  - Staatsoberhaupt: Präsident Wladimir Putin (1999–2008, seit 2012) (1999–2000, 2008–2012 Ministerpräsident)
  - Regierungschef: Ministerpräsident Dmitri Medwedew (2012–2020) (2008–2012 Präsident)
- San Marino
  - Staatsoberhäupter: Capitani Reggenti:
    - Marino Riccardi (1991–1992, 2004, 2016–1. April 2017) und Fabio Berardi (2001, 2016–1. April 2017)
    - Mimma Zavoli (1. April 2017–1. Oktober 2017) und Vanessa D’Ambrosio (1. April 2017–1. Oktober 2017)
    - Matteo Fiorini (1. Oktober 2017–2018) und Enrico Carattoni  (2011–2012, 1. Oktober 2017–2018)

  - Regierungschef: Außenminister Nicola Renzi (2016–2020) (2015–2016 Capitano Reggente)
- Schweden
  - Staatsoberhaupt: König Carl XVI. Gustaf (seit 1973)
  - Regierungschef: Ministerpräsident Stefan Löfven (2014–2021)
- Schweiz[2]
  - Bundespräsidentin Doris Leuthard (2010, 1. Januar 2017–31. Dezember 2017)
  - Bundesrat:
    - Doris Leuthard (2006–2018)
    - Ueli Maurer (2009–2022)
    - Didier Burkhalter (2009–31. Oktober 2017)
    - Johann Schneider-Ammann (2010–2018)
    - Simonetta Sommaruga (2010–2022)
    - Alain Berset (2012–2023)
    - Guy Parmelin (seit 2016)
    - Ignazio Cassis (seit 1. November 2017)
- Serbien
  - Staatsoberhaupt:
    - Präsident Tomislav Nikolić (2012–31. Mai 2017)
    - Präsident Aleksandar Vučić (seit 31. Mai 2017)

  - Regierungschef:
    - Ministerpräsident Aleksandar Vučić (2014–31. Mai 2017)
    - Ministerpräsident Ivica Dačić (2014–2017, 31. Mai 2017–29. Juni 2017, 2024) (kommissarisch)
    - Ministerpräsidentin Ana Brnabić (29. Juni 2017–2024)
- Slowakei
  - Staatsoberhaupt: Präsident Andrej Kiska (2014–2019)
  - Regierungschef: Ministerpräsident Robert Fico (2006–2010, 2012–2018, seit 2023)
- Slowenien
  - Staatsoberhaupt: Präsident Borut Pahor (2012–2022) (2008–2012 Ministerpräsident)
  - Regierungschef: Ministerpräsident Miro Cerar (2014–2018)
- Spanien
  - Staatsoberhaupt: König Philipp VI. (seit 2014)
  - Regierungschef: Ministerpräsident Mariano Rajoy (2011–2018)
- Tschechien
  - Staatsoberhaupt: Präsident Miloš Zeman (2013–2023) (1998–2002 Ministerpräsident)
  - Regierungschef:
    - Ministerpräsident Bohuslav Sobotka (2014–13. Dezember 2017)
    - Ministerpräsident Andrej Babiš (13. Dezember 2017–2021)
- Ukraine
  - Staatsoberhaupt: Präsident Petro Poroschenko (2014–2019)
  - Regierungschef: Ministerpräsident Wolodymyr Hrojsman (2016–2019)
- Ungarn
  - Staatsoberhaupt: Präsident János Áder (2012–2022)
  - Regierungschef: Ministerpräsident Viktor Orbán (1998–2002, seit 2010)
- Vatikanstadt
  - Staatsoberhaupt: Papst Franziskus (2013–2025)
  - Regierungschef: Präsident des Governatorats Giuseppe Bertello (2011–2021)
- Vereinigtes Königreich
  - Staatsoberhaupt: Königin Elisabeth II. (1952–2022) (gekrönt 1953)
  - Regierungschef: Premierministerin Theresa May (2016–2019)
- Belarus
  - Staatsoberhaupt: Präsident Aljaksandr Lukaschenka (seit 1994)
  - Regierungschef: Ministerpräsident Andrej Kabjakou (2014–2018)
- Republik Zypern
  - Staats- und Regierungschef: Präsident Nikos Anastasiadis (2013–2023)
  - Nordzypern (international nicht anerkannt)
    - Staatsoberhaupt: Präsident Mustafa Akıncı (2015–2020)
    - Regierungschef: Ministerpräsident Hüseyin Özgürgün (2016–2018)